# Gmina Härjedalen
Gmina Härjedalen (szw. Härjedalens kommun) – gmina w Szwecji, w regionie Jämtland, siedzibą jej władz jest Sveg.
Pod względem zaludnienia Härjedalen jest 198. gminą w Szwecji. Zamieszkuje ją 10 951 osób, z czego 49,15% to kobiety (5382) i 50,85% to mężczyźni (5569). W gminie zameldowanych jest 277 cudzoziemców. Na każdy kilometr kwadratowy przypada 0,96 mieszkańca. Pod względem wielkości gmina zajmuje 5. miejsce.